# Куп домаћих нација 1934.
Куп домаћих нација 1934. (службени назив: 1934 Home Nations Championship) је било 47. издање овог најелитнијег репрезентативног рагби такмичења Старог континента. а 30. издање Купа домаћих нација.
Енглези су освојили Гренд слем.

## Такмичење
Велс - Енглеска 0-9
Шкотска - Велс 6-13
Ирска - Енглеска 3-13
Шкотска - Ирска 16-9
Велс - Ирска 13-0
Енглеска - Шкотска 6-3

## Табела
|   | Селекција                     | ИГ | Д | Н | И | ПД | ПП | ПР  | Б |  |
| - | ----------------------------- | -- | - | - | - | -- | -- | --- | - |  |
| 1 | Рагби репрезентација Енглеске | 3  | 3 | 0 | 0 | 28 | 6  | +22 | 6 |  |
| 2 | Рагби репрезентација Велса    | 3  | 2 | 0 | 1 | 26 | 15 | +11 | 4 |  |
| 3 | Рагби репрезентација Шкотске  | 3  | 1 | 0 | 2 | 25 | 28 | -3  | 2 |  |
| 4 | Рагби репрезентација Ирске    | 3  | 0 | 0 | 3 | 12 | 42 | -30 | 0 |  |

| Победник Купа домаћих нација 1934.          |
| ------------------------------------------- |
| Енглеска 12. титула првака Европе у рагбију |